# دالة دركليه اللامية

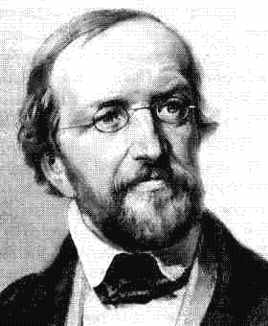

في الرياضيات، متسلسلة دركليه اللامية (بالإنجليزية: Dirichlet L-function)‏ هي دالة تعرف بالشكل التالي :
{\displaystyle L(s,\chi )=\sum _{n=1}^{\infty }{\frac {\chi (n)}{n^{s}}}.}
حيث χ هي حرف دركليه و s هو متغير عقدي جزؤه الحقيقي أكبر من الواحد. باستعمال الامتداد التحليلي، هذه الدالة يمكن أن تمدد إلى دالة جزئية الشكل معرفة على المستوى العقدي كله.
سمي هذا الصنف من الدالات هكذا نسبة إلى عالم الرياضيات يوهان بيتر غوستاف لوجون دركليه الذي أبدعهن في عام 1837 من أجل البرهان على مبرهنته حول المتتاليات الحسابية.

## جذور دوال دركليه اللامية
انظر إلى فرضية ريمان وإلى فرضية ريمان المعممة.

## جداء أويلر
بما أن حرف دركليه χ هي دالة جدائية بصفة كاملة، فإن دالتها اللامية يمكن أن تكتب أيضا على شكل جداء لأويلر في نصف المستوى حيث التقارب مطلق:
{\displaystyle L(s,\chi )=\prod _{p}\left(1-\chi (p)p^{-s}\right)^{-1}{\text{ for }}{\text{Re}}(s)>1,}
حيث الجداء يضم جميع الأعداد الأولية.

## معادلات دالية
انظر إلى دالة غاما وإلى مجموع غاوس.